# Schopsdorf
Schopsdorf este o comună din landul Saxonia-Anhalt, Germania.